# 3004 Knud
3004 Knud este un asteroid din centura principală, descoperit pe 27 februarie 1976 de Richard West.